# Премия «Давид ди Донателло» за лучшую женскую роль второго плана
Премия «Давид ди Донателло» за лучшую женскую роль второго плана (итал. David di Donatello per la migliore attrice non protagonista) — один из призов национальной итальянской кинопремии «Давид ди Донателло».

## Победители

### 1980-е
- 1981
  - Маддалена Криппа — Три брата (ex aequo)
  - Ида Ди Бенедетто — Гостиничный номер (ex aequo)
  - Лаура Антонелли — Любовная страсть

- 1982
  - Алида Валли — Падение мятежных ангелов
  - Пьера Дельи Эспости — Золотые грёзы
  - Валерия Д’Обичи — Душистый горох

- 1983
  - Вирна Лизи — Аромат моря (ex aequo)
  - Лина Полито — Простите за опоздание (ex aequo)
  - Милена Вукотич — Мои друзья, часть 3

- 1984
  - Елена Фабрици — Вода и мыло
  - Стефания Казини — Lontano da dove
  - Россана Ди Лоренцо — Бал
  - Анна Лонги — Таксист

- 1985
  - Марина Конфалоне — Так сказал Беллависта
  - Валерия Д’Обичи — Порядочный скандал
  - Ида Ди Бенедетто — Связь через пиццерию

- 1986
  - Атина Ченчи — Надеемся, что будет девочка
  - Стефания Сандрелли — Надеемся, что будет девочка
  - Иза Даниэли — Сложная интрига с женщинами, переулками и преступлениями

- 1987
  - Лина Састри — Дело назаретянина
  - Валентина Кортезе — Via Montenapoleone
  - Стефания Сандрелли — Невеста была прекрасна

- 1988
  - Елена София Риччи — Я и моя сестра
  - Вивиан Ву — Последний император
  - Сильвана Мангано — Очи чёрные
  - Марта Келлер — Очи чёрные

- 1989
  - Атина Ченчи — Школьные друзья
  - Пупелла Маджо — Новый кинотеатр «Парадизо»
  - Памела Виллорези — Сплендор

### 1990-е
- 1990
  - Нэнси Брилли — Piccoli equivoci
  - Стефания Сандрелли — Странная болезнь
  - Памела Виллорези — Эвелина и её дети
  - Мариэлла Валентини — Красный штрафной
  - Аманда Сандрелли — Уметь любить

- 1991
  - Дзоэ Инкроччи — Под вечер
  - Вана Барба — Средиземное море
  - Милена Вукотич — Фантоцци берёт реванш
  - Мариэлла Валентини — Хотеть летать
  -  Анн Руссель — Доверенное лицо
  - Алида Валли — Альфонс

- 1992
  - Элизабетта Поцци — Будь проклят день, когда я тебя повстречал
  - Анджела Финоккьяро — Невидимая стена
  - Чинция Леоне — Женщины в юбках

- 1993
  - Марина Конфалоне — Будет буря
  - Алессия Фугарди — Большой арбуз
  - Моника Скаттини — Un’altra vita

- 1994
  - Моника Скаттини — Сентиментальные маньяки
  - Реджина Бьянки — Мальчик-судья Розарио Леватино
  - Стефания Сандрелли — Ради любви, только ради любви

- 1995
  - Анджела Луче — Любовь утомляет
  - Вирна Лизи — Королева Марго
  - Оттавия Пикколо — Развалюхи

- 1996
  - Марина Конфалоне — Второй раз
  - Стефания Сандрелли — Нимфа
  - Лина Састри — Задушенные жизни

- 1997
  - Барбара Энрики — Ураган
  - Эди Анджелилло — Гадкий опыт
  - Андреа Ферреоль — Я без ума от Айрис
  - Эва Гриеко — Марианна Укрия
  - Лоренца Индовина — Перемирие

- 1998
  - Николетта Браски — Яйца вкрутую
  - Атина Ченчи — I miei più cari amici
  - Марина Конфалоне — Слова любви

- 1999
  - Чечилия Дацци — Браки
  - Паола Тициана Кручани — Поцелуи и объятия
  - Лунетта Савино — Браки

### 2000-е
- 2000
  - Марина Массирони — Хлеб и тюльпаны
  - Розалинда Челентано — Сладкий шум жизни
  - Анна Гальена — Но навсегда в моей памяти

- 2001
  - Стефания Сандрелли — Последний поцелуй
  - Атина Ченчи — Роза и Корнелия
  - Жасмин Тринка — Комната сына

- 2002
  - Стефания Сандрелли — Брат и сестра
  - Розалинда Челентано — Вероятно, любовь
  - Яя Форте — Один сумасшедший день!

- 2003
  - Пьера Дельи Эспости — Улыбка моей матери
  - Моника Беллуччи — Помни обо мне
  - Серра Йильмаз — Окно напротив
  - Франческа Нери — Счастье ничего не стоит
  - Николетта Романофф — Помни обо мне

- 2004
  - Маргерита Буй — Катерина из города
  - Анна Мария Барбера — Внезапный рай
  - Клаудия Джерини — Не уходи
  - Жасмин Тринка — Лучшие из молодых
  - Джизельда Володи — Агата и Шторм

- 2005
  - Маргерита Буй — Учебник любви
  - Эрика Бланк — Боль чужих сердец
  - Лиза Гастони — Боль чужих сердец
  - Джованна Меццоджорно — Повторная любовь
  - Галатеа Ранци — Желанная жизнь

- 2006
  - Анджела Финоккьяро — Зверь в сердце
  - Изабелла Феррари — Прощай любимая
  - Мариза Мерлини — Вторая брачная ночь
  - Стефания Рокка — Зверь в сердце
  - Жасмин Тринка — Кайман

- 2007
  - Амбра Анджолини — Сатурн в противофазе
  - Анджела Финоккьяро — Мой брат – единственный ребёнок в семье
  - Микела Ческон — Донна Эйр
  - Франческа Нери — Ужин, чтобы познакомить их
  - Сабрина Импаччаторе — Я и Наполеон

- 2008
  - Альба Рорвахер — Дни и облака
  - Каролина Крешентини — Говори со мной о любви
  - Изабелла Феррари — Тихий хаос
  - Валерия Голино — Тихий хаос
  - Сабрина Импаччаторе — Синьорина Эф
  - Паола Кортеллези — Пиано, соло

- 2009
  - Пьера Дельи Эспости — Изумительный
  - Сабрина Ферилли — Вся жизнь впереди
  - Мария Национале — Гоморра
  - Микаела Рамаццотти — Вся жизнь впереди
  - Карла Синьорис — Экс

### 2010-е
- 2010
  - Илария Оккини — Холостые выстрелы
  - Анита Кравос — Подними голову
  - Альба Рорвахер — Тот, кто придёт
  - Клаудия Пандольфи — Первое прекрасное
  - Елена София Риччи — Холостые выстрелы

- 2011
  - Валентина Лодовини — Добро пожаловать на юг
  - Барбора Бобулова — Красота осла
  - Валерия Де Франчишис — Джанни и женщины
  - Анна Фольетта — Секс – за деньги, любовь – бесплатно
  - Клаудия Потенца — Базиликата: От побережья к побережью

- 2012
  - Микела Ческон — Роман о бойне
  - Анита Каприоли — Небесное тело
  - Маргерита Буй — У нас есть Папа!
  - Кристиана Капотонди — Берегись! Криптонит!
  - Барбора Бобулова — Ништяк!

- 2013
  - Майя Санса — Спящая красавица
  - Амбра Анджолини — Да здравствует Италия!
  - Анна Бонаюто — Да здравствует свобода
  - Розабелл Лауренти Селлерс — Эквилибристы
  - Франческа Нери — Идеальная семья
  - Фабриция Сакки — Я путешествую одна

- 2014
  - Валерия Голино — Цена человека
  - Клаудия Джерини — Во всем виноват Фрейд
  - Паола Миначчони — Пристегните ремни
  - Галатеа Ранци — Великая красота
  - Милена Вукотич — Не в стульях счастье

- 2015
  - Джулия Лаццарини — Моя мама
  - Барбора Бобулова — Чёрные души
  - Микаэла Рамаццотти — Итальянское имя
  - Валерия Голино — Невидимый мальчик
  - Анна Фольетта — Джулия и мы

- 2016
  - Антония Труппо — Меня зовут Джиг Робот
  - Пьера Дельи Эспости — Assolo
  - Элизабетта Де Вито — Не будь злым
  - Соня Бергамаско — К чёрту на рога
  - Клаудия Кардинале — Последняя остановка // Ultima fermata

- 2017
  - Антония Труппо — Indivisibili
  - Валентина Карнелутти — Как чокнутые
  - Валерия Голино — La vita possibile
  - Микела Ческон — Перо
  - Роберта Маттеи — Быстрая, как ветер

- 2018
  - Клаудия Джерини — Любовь и пуля // Ammore e malavita
  - Соня Бергамаско — Как кошка на дороге
  - Анна Бонаюто — Неаполь под пеленой
  - Джулия Ладзарини — Место встречи
  - Микаэла Рамаццотти — Нежность

- 2019
  - Марина Конфалоне — Порок надежды // Il vizio della speranza
  - Донателла Финокьяро — Революция на Капри
  - Николетта Браски — Счастливый Лазарь
  - Кася Смутняк — Лоро
  - Жасмин Тринка — На моей коже

### 2020-е
- 2020
  - Валерия Голино — Счастливое число 5 // 5 è il numero perfetto
  - Анна Ферцетти — Завтра будет новый день // Domani è un altro giorno
  - Таня Гаррибба — Первый король Рима // Il primo re
  - Мария Амато — Предатель // Il traditore
  - Алида Бальдари Калабрия — Пиноккио // Pinocchio
- 2021
  - Матильда Де Анджелис — Невероятная история Острова роз // L'incredibile storia dell'Isola delle Rose
  - Бенедетта Поркароли — 18 подарков // 18 regali
  - Барбара Кикьярелли — Плохие сказки // Favolacce
  - Клаудия Джерини — Хаммамет // Hammamet
  - Альба Рорвахер — Если бы… // Magari
- 2022
  - Тереза Сапонанджело — Рука Бога // È stata la mano di Dio
  - Луиза Раньери — Рука Бога // È stata la mano di Dio
  - Ассунта Дель Джудиче — Братья Де Филиппо // I fratelli De Filippo
  - Ванесса Скалера — Арминута // L'arminuta
  - Кристиана Делль’Анна — Король смеха / Qui rido io
- 2023
  - Эмануэла Фанелли — Засуха // Siccità
  - Джованна Меццоджорно — Аманда // Amanda
  - Даниэла Марра — Ночь на улице // Esterno notte
  - Джулия Андо — Странность // La stranezza
  - Аурора Кваттрокки — Ностальгия // Nostalgia

## Актрисы, получившие более одной награды
| Кол-во побед | Актриса             | Годы                   |
| ------------ | ------------------- | ---------------------- |
| 4            | Марина Конфалоне    | 1985, 1993, 1996, 2019 |
| 2            | Атина Ченчи         | 1986, 1989             |
| 2            | Стефания Сандрелли  | 2001, 2002             |
| 2            | Пьера Дельи Эспости | 2003, 2009             |
| 2            | Маргерита Буй       | 2004, 2005             |
| 2            | Анджела Финоккьяро  | 2006, 2007             |
| 2            | Валерия Голино      | 2014, 2020             |
| 2            | Антония Труппо      | 2016, 2017             |